# Asaphobelis
Asaphobelis Simon, 1902 è un genere di ragni appartenente alla famiglia Salticidae.

## Distribuzione
L'unica specie oggi nota di questo genere è endemica del Brasile.

## Tassonomia
A dicembre 2010, si compone di 1 specie:
- Asaphobelis physonychus Simon, 1902[2] — Brasile

### Specie trasferite
- Asaphobelis fasciiventris Simon, 1902; trasferita e ridenominata come Coryphasia fasciiventris (Simon, 1902) a seguito di uno studio degli aracnologi Edwards, Rinaldi & Ruiz, del 2005[1]

### Sinonimie
- Asaphobelis pluripunctatus Mello-Leitão, 1947; a seguito di uno studio di Edwards, Rinaldi & Ruiz, del 2005, ne è stata riscontrata la sinonimia con Asaphobelis physonychus Simon, 1902[1]